# Västra Ådgrundet
Västra Ådgrundet är skär i Finland. De ligger i Finska viken och i kommunen Ingå i landskapet Nyland, i den södra delen av landet. Öarna ligger omkring 41 kilometer väster om Helsingfors.
Den sammanlagda ytan för de fem skären är 1,2 hektar. Fyra av skären ligger i ingå kommun medan det östligaste ligger i Kyrkslätt. Cirka 200 meter söder om Västra Ådgrundet ligger Notgrund som även det är delat mellan kommunerna.